# Styrułowa Polana
Styrułowa Polana – przysiółek wsi Lipnica Wielka w Polsce, w województwie małopolskim, w powiecie nowotarskim, w gminie Lipnica Wielka.
W latach 1975–1998 miejscowość administracyjnie należała do województwa nowosądeckiego.